# Luca Leonardi
Luca Leonardi (Milano, 1º gennaio 1991) è un ex nuotatore italiano.

## Biografia
Specializzato nei 50 e 100 metri a stile libero, al debutto nelle gare internazionali juniores nel 2008 si è dimostrato promettente, andando sul podio sia ai mondiali vincendo tra l'altro la staffetta 4×100 m stile libero, che agli europei. Nel 2009 è tornato agli europei giovanili, vincendo ancora quattro medaglie, delle quali due d'oro.
Ha debuttato agli europei assoluti nel 2010, prima a quelli in vasca lunga di Budapest dove è giunto quarto con la 4×100 m stile, poi a quelli in vasca corta di Eindhoven di novembre dove ha vinto la staffetta 4×50 m stile libero nuotando nelle batterie. Un mese dopo è stato finalista mondiale della 4×100 m stile anche ai mondiali in vasca corta di Dubai, giungendo quinto.
Nel 2011 è stato convocato per le Universiadi di Shenzhen in cui ha sfiorato il podio con la 4×100 m giunta quarta all'arrivo. La medaglia è invece arrivata dalla staffetta mista, che ha conquistato il bronzo a pari merito con la Nuova Zelanda.
Nel 2014 partecipa ai Campionati europei di nuoto a Berlino. Durante la manifestazione riesce a conquistare una medaglia di bronzo nella gara dei 100 metri stile libero con un crono di 48"38. Partecipa poi alla 4x100 stile libero mista dove assieme ai compagni Luca Dotto, Erika Ferraioli, e Giada Galizi conquista la medaglia d'oro con un crono di 3'25''02. Infine conquista un'altra medaglia di bronzo nella staffetta 4x100 stile libero con una frazione di 47''69.
Viene ufficialmente convocato ai Giochi della XXXI Olimpiade.

### Vita privata
Dal 2009 al 2015 è stato legato sentimentalmente alla nuotatrice Martina Carraro.

## Palmarès
| Mondiali in vasca corta        | ---                   | ---                   | ---                     | 4×100 m st. libero               | ---                               | ---                             |
| 2010 Dubai Emirati Arabi Uniti | ---                   | ---                   | ---                     | 6º - 3'06"56 frazione: 47"08     | ---                               | ---                             |
| Campionati europei             | 50 m st. libero       | 100 m st. libero      | ---                     | 4×100 m st. libero               | 4x100 m st. libero mista          | ---                             |
| 2010 Budapest Ungheria         | 15º in batteria 22"65 | 16º in batteria 49"65 | ---                     | 4º - 3'15"18 frazione: 49"16     | ---                               | ---                             |
| 2012 Debrecen Ungheria         | ---                   | ---                   | ---                     | Argento nuota in batteria        | ---                               | ---                             |
| 2014 Berlino Germania          | ---                   | Bronzo: 48"38         | ---                     | Bronzo: 3'12"78 frazione: 47"69  | Oro: 3'25"02 frazione: 48"01      | ---                             |
| 2016 Londra Regno Unito        | ---                   | ---                   | ---                     | Argento: 3'14"29 frazione: 48"47 | Argento nuota in batteria         | ---                             |
| Europei in vasca corta         | 50 m st. libero       | 100 m st. libero      | ---                     | 4×50 m st. libero                | ---                               | ---                             |
| 2010 Eindhoven Paesi Bassi     | 9º in batteria 22"07  | 5º in batteria 47"70  | ---                     | Oro nuota in batteria            | ---                               | ---                             |
| Universiadi                    | ---                   | 100 m st. libero      | ---                     | 4×100 m st. libero               | ---                               | 4×100 m mista                   |
| 2011 Shenzhen Cina             | ---                   | 10º in batteria 50"41 | ---                     | 4º - 3'19"59 frazione: 48"96     | ---                               | Bronzo: 3'38"75 frazione: 49"15 |
| Giochi del Mediterraneo        | ---                   | 100 m st. libero      | ---                     | 4×100 m st. libero               | ---                               | ---                             |
| 2013 Mersin Turchia            | ---                   | Oro: 48"84            | ---                     | Oro: 3'15"99 frazione:           | ---                               | ---                             |
| Mondiali giovanili             | 50 m st. libero       | 100 m st. libero      | 200 m st. libero        | 4×100 m st. libero               | 4×200 m st. libero                | 4×100 m mista                   |
| 2008 Monterrey Messico         | Bronzo 22"70          | Argento 50"11         | 19º in batteria 1'53"56 | Oro: 3'19"09 frazione: 49"20     | 4º - 7'24"92 frazione: 1'52"41    | ---                             |
| Europei giovanili              | 50 m st. libero       | 100 m st. libero      | 200 m st. libero        | 4×100 m st. libero               | 4×200 m st. libero                | 4×100 m mista                   |
| 2008 Belgrado Serbia           | 6º in batteria 23"08  | 4º 50"22              | ---                     | Argento: 3'20"00 frazione: 49"59 | ---                               | ---                             |
| 2009 Praga Rep. Ceca           | 5º in batteria 22"92  | Bronzo 48"83          | 17º in batteria 1'52"52 | Oro: 3'16"58 frazione: 48"19     | Bronzo: 7'22"76 frazione: 1'49"30 | Oro: 3'38"28 frazione: 47"86    |

### campionati italiani
4 titoli in staffetta
- 1 nella staffetta 4×50 m stile libero
- 3 nella staffetta 4×100 m stile libero

nd = non disputata
| Anno | Edizione    | st.libero 50 m | st.libero 100 m | st.libero 4×50 m | st.libero 4×100 m |
| ---- | ----------- | -------------- | --------------- | ---------------- | ----------------- |
| 2008 | Primaverili | 2              | 2               | nd               | -                 |
| 2010 | Primaverili | -              | 3               | nd               | 1                 |
| 2010 | Invernali   | -              | -               | 2                | nd                |
| 2011 | Primaverili | -              | -               | nd               | 1                 |
| 2011 | Estivi      | -              | -               | 1                | nd                |
| 2011 | Invernali   | -              | -               | nd               | 1                 |